# Чернов, Пётр Георгиевич
Пётр Георгиевич Чернов (14.01.1901 — 29.09.1956) — советский военачальник, участник Гражданской, Советско-польской и Великой Отечественной войн. Генерал-майор танковых войск (1942).

## Биография

### Начальная биография
Родился 14 января 1901 года в городе Дмитров Московской губернии (ныне административный центр Дмитровского городского округа Московской области). Русский.
Окончил 4-классное городское училище (1912). Член ВКП(б) с 1926 года.
Окончил 2-е Московские пехотные курсы (1920), курсы начсостава артиллерии особого назначения (АОН) в Москве (1925), артиллерийские КУКС в г. Пушкин (1931), АТУКС при ВАММ (1936), КУВНАС при ВА РККА им. Фрунзе (1941).

### Служба в армии
Призван в ряды Красной Армии 1 июня 1919 года — красноармеец 13-го стрелкового полка (г. Тамбов).
С июля 1919 года по май 1920 года — курсант Московских пехотных курсов. В октябре — декабре 1919 г. в составе курсантского полка участвовал в боях на Петроградском фронте против войск генерала Н. Н. Юденича.
С мая 1920 года — командир взвода в 6-й запасной стрелковый полк в город Казань. С июня 1920 года — командир взвода и командир роты 136-го стрелкового полка 16-й стрелковой дивизии им. В. И. Киквидзе (г. Смоленск, Западный фронт). Участвовал в советско-польской войне 1920 года 24 сентября 1920 года под м. Берестовичи попал в плен.
В мае 1921 года по обмену военнопленными возвратился на родину и направлен для прохождения службы в 4-й территориальный полк в город Минск. Затем был переведён в распоряжение Московского губернского военкомата.
С мая 1921 года — командир взвода, с июля 1923 года — командир роты, с января 1924 года — командир учебной бронеплощадки бригады бронепоездов и десантных отрядов (г. Карачев).
С ноября 1924 года — слушатель КУКС артиллерии Осназ (г. Москва).
С сентября 1925 года — командир звена бронедрезин полка бронепоездов (г. Карачев). С октября 1926 года — командир бронепоезда полка бронепоездов. С декабря 1928 года — врид помощника начальника штаба полка бронепоездов. С октября 1929 года — помощник начальника штаба полка бронепоездов.
С ноября 1930 года по май 1931 года — слушатель артиллерийских КУКС в город Пушкин.
С мая 1931 года — командир полка бронепоездов. С ноября 1932 года — командир и военком полка бронепоездов. С июня 1933 года — начальник штаба полка бронепоездов.
С февраля по май 1936 года — слушатель академических курсов технического усовершенствования комсостава при Военной академии механизации и моторизации РККА им. И. В. Сталина.
В мае 1936 года назначен начальником 2-го отделения 6-го отдела АБТУ РККА. С 16.08.1937 года назначен командиром 2-го полка бронепоездов. С августа 1939 года назначен командиром 70-й легкотанковой бригады (25 ноября 1939 года бригада переименована в 5-ю легкотанковую).
С 23 ноября 1940 года. по май 1941 года — слушатель Курсов усовершенствования высшего начальствующего состава при Военной академии РККА им. М. В. Фрунзе.
11.03.1941 года назначен командиром 51-й танковой дивизии (11.03.1941 — 15.07.1941), полковник, 23-го механизированного корпуса (Орловский ВО).

### В Великую Отечественную войну
В начале Великой Отечественной войны продолжал командовать этой дивизией в составе Группы армий резерва Ставки. 15 июля 1941 года 51-я танковая дивизия переформирована в 110-ю танковую дивизию. Затем дивизия была включена в 31-ю армию Фронта резервных армий (с 29.07.1941 года — Резервного фронта) и действовала на ржевском направлении. В августе она была обращена на формирование 141-й и 142-й танковых бригад. 29.08.1941 года назначен командиром 141-й танковой бригады. В составе 3-й армии Брянского фронта бригада вела оборонительные бои на почепском направлении, затем, будучи подчинена 13-й армии, действовала на новгород-северском направлении. 18 января 1942 года за боевые отличия, умелое командование бригадой полковник П. Г. Чернов был награждён орденом Красного Знамени. 1 декабря 1941 года полковник П. Г. Чернов освобожден от должности командира 141-й танковой бригады.
С декабря 1941 года — и.д. начальника 3-го отдела Управления бронепоездов Главного автобронетанкового управления (ГАБТУ) Красной Армии. С января 1942 года — Заместитель начальника Управления бронепоездов, а с 28 мая 1942 года начальник Управления бронепоездов ГАБТУ (Приказ НКО № 04106 от 28.05.1942).
В конце 1942 года в ходе реорганизации ГАБТУ КА в составе Главного бронетанкового управления на базе существующего управления бронепоездов создавалось новое управление — бронепоездов и бронемашин (УБП и БА). Помимо бронепоездов в его ведение переходили вопросы обеспечения Красной Армии бронеавтомобилями, аэросанями и мотоциклами. Генерал-майор т/в Чернов П. Г. возглавил это управление.

### После войны
После войны генерал-майор танковых войск П. Г. Чернов в той же должности. С июля 1946 года — инспектор БТ и МВ Главной инспекции Вооруженных сил СССР.
В июне 1948 года освобожден от должности по болезни и зачислен в распоряжение командующего БТ и МВ Вооруженных сил СССР. С августа 1948 года — зам. председателя Московского городского комитета ДОСААФ. С апреля 1951 года — начальник Центральной школы технической подготовки ДОСААФ.
2 июня 1953 года уволен в запас.
Умер 29 сентября 1956 года в Москве.

## Награды
- орденом Ленина (21.02.1945)[6],
- тремя орденами Красного Знамени (18.01.1942)[7], (03.11.1944)[8], (15.11.1950)[9].
- Орден Отечественной войны I степени (10.04.1945)[10].

- Орден Красной Звезды (25.06.1943)[11].

- Медаль «За победу над Германией в Великой Отечественной войне 1941-1945 гг.» (09.05.1945)[12];
- Медаль «За взятие Берлина» (9.06.1945)[10].

- Медаль XX лет РККА(1938)
- Юбилейная медаль «30 лет Советской Армии и Флота» (1948);

## Память
- На могиле установлен надгробный памятник.
- Имя воина увековечено в Главном Храме Вооружённых сил России, и навсегда запечатлено на мемориале «Дорога памяти»[13]